# Syssel
Syssel er betegnelsen for en administrativ enhed i det middelalderlige Danmark. Syslerne blev senere indført i Norge, Færøerne og Island. I dag findes sysler kun på Svalbard og Færøerne, hvor sysselmanden fortsat har en embedsfunktion. (se dér).
Syslernes opgaver har varieret efter tid og sted.
Middelalderens sysler svarede til de svenske og finske landskaber, de norske fylker, de engelske shires og de tyske Gaue.

## Datering
Et syssel omfattede et antal herreder, og syslerne anses for at være ældre end herrederne. Man ved, at de jyske sysler er ældre end bispedømmerne, mens de sjællandske sysler er yngre end bispestolene i Roskilde og Odense. Herrederne nævnes første gang i 1000-tallet, men de kan være langt ældre.

## Jylland
De 14 jyske sysler havde både politiske og juridiske opgaver. De tog sig både af kirkelige sager (gennem sysselprovsten) og af verdslige sager. Den øverste myndighed i et jysk syssel var Sysseltinget også kaldt for Bygdetinget.

### Nørrejylland

#### Vendsyssel
(Horns Herred, Vennebjerg Herred, Børglum Herred, Jerslev Herred, Hvetbo Herred, Dronninglund Herred og Kær Herred), der svarer til nutidens Vendsyssel.

#### Thysyssel
(Hillerslev Herred, Hundborg Herred, Hassing Herred, Han Herred og Refs Herred), der svarer til Thy, Han Herreder, Thyholm og Thyborøn.

#### Sallingsyssel
(Morsø Nørre Herred, Morsø Sønder Herred, Salling Nørre Herred, Harre Herred, Rødding Herred, Hindborg Herred og Fjends Herred), der svarer til Mors, Salling og Fjends.

#### Himmersyssel
(Slet Herred, Hornum Herred, Fleskum Herred, Års Herred, Hellum Herred, Gislum Herred, Hindsted Herred og Rinds Herred), der svarer til Himmerland.

#### Ommersyssel
(Nørlyng Herred, Sønderlyng Herred, Middelsom Herred, Onsild Herred, Nørhald Herred, Gjerlev Herred og Støvring Herred), der er landet mellem Mariager Fjord og Randers Fjord samt området ved Viborg.

#### Hardsyssel
(Vandfuld Herred, Skodborg Herred, Hjerm Herred, Ginding Herred, Ulfborg Herred, Hammerum Herred, Hind Herred og Bølling Herred), der delvist svarer til Ringkøbing Amt, som i forbindelse med Strukturreformen med virkning fra 1. januar 2007 er nedlagt og indgår i Region Midt(Jylland).

#### Åbosyssel
(Houlbjerg Herred, Galten Herred, Sønderhald Herred, Rougsø Herred, Djurs Nørre Herred, Djurs Sønder Herred, Mols Herred, Øster Lisbjerg Herred, Vester Lisbjerg Herred, Sabro Herred, Gjern Herred, Hjelmslev Herred, Framlev Herred, Hasle Herred, Ning Herred og Samsø Herred), der er Djursland samt Århus-egnen.

#### Loversyssel
(Lysgård Herred, Hids Herred, Vrads Herred, Tyrsting Herred, Nim Herred, Hatting Herred, Bjerre Herred, Voer Herred og Hads Herred), der strækker sig langs primærrute 52 fra Vejle Fjord i syd til Kjellerup og Karup i nord.

#### Vardesyssel
(Vester Horne Herred, Nørre Horne Herred, Øster Horne Herred, Skast Herred, Gørding Herred og Malt Herred), der delvist svarer til Ribe Amt, som i forbindelse med Strukturreformen med virkning fra 1. januar 2007 er nedlagt og indgår i Region Syd(danmark).

#### Jellingsyssel
(Nørvang Herred og Tørrild Herred)

#### Almindsyssel
(Andst Herred, Brusk Herred, Elbo Herred, Holmans Herred, Jerlev Herred og Slavs Herred), området mellem Kolding og Vejle.

### Sønderjylland

#### Barvidsyssel
(Tyrstrup Herred, Frøs Herred, Gram Herred (østlige halvdel), Nørre Rangstrup Herred, Sønder Rangstrup Herred (del af) og Haderslev Herred), der delvist svarer til Haderslev Amt. Haderslev Amt blev nedlagt ved Strukturreformen fra 1970 og derefter indgik i Sønderjyllands Amt, siden 2007 i Region Syddanmark.

#### Ellumsyssel
(Tønder, Højer og Lø Herred, Slogs Herred, Rise Herred, Lundtoft Herred, Nybøl Herred (Sundeved), Hviding Herred, Kær Herred (Slesvig) og lidt af den østlige del af Sønder Rangstrup Herred), der delvist svarer til Aabenraa Amt og Tønder Amt, de to amter blev nedlagt ved Strukturreformen fra 1970 og derefter indgik i Sønderjyllands Amt, siden 2007 i Region Syddanmark.

#### Istedsyssel
(Vis Herred, Ugle Herred, Husby Herred, Ny Herred, Strukstrup Herred, Satrup Herred (inkl. Mårkær Herred), Nørre Gøs Herred, Sønder Gøs Herred, Arns Herred (inkl. Treja Herred) og Slis Herred (inkl. Fysing Herred)). Det meste af syslet udgøres af Angel i Sydslesvig. Bov Sogn ligger dog på den danske side af grænsen.

## Sjælland
De fire sjællandske sysler tog sig kun af kirkelige anliggender. I spidsen for hvert syssel stod en sysselprovst.

### Østersyssel
Strø Herred, Holbo Herred, Lynge Herred, Jørlunde Herred (senere Ølstykke Herred), Sokkelund Herred (Stynis Herred), Smørum Herred, Lille Herred, Tune Herred og Sømme Herred

### Medelsyssel
Horns Herred, Voldborg Herred, Ramsø Herred, Bjæverskov Herred, Stevns Herred, Ringsted Herred, Tybjerg Herred og Alsted Herred.

### Vestersyssel
Flakkebjerg Herred, Slagelse Herred, Løve Herred, Ars Herred, Skippinge Herred, Ods Herred, Tuse Herred og Merløse Herred.

### Søndersyssel
Hammer Herred, Fakse Herred og Bårse Herred (med det senere Mønbo Herred) herreder samt Falster (oprindeligt kun eet herred) og de 4 herreder på Lolland.

## Norge
I Middelalderens Norge blev de gamle fylker afløst af omtrent 50 sysler. Deres efterfølgere var lenene, der igen blev afløst af amterne. Siden 1919 er Norge igen delt i fylker.
På Svalbard er der stadig en sysselmand, der blandt andet leder politiet og miljøbeskyttelsen.

## Island
De islandske sysler var politidistrikter.

## Færøerne
Færøerne er inddelt i 6 sysler:
1. Norderøerne
2. Eysturoy
3. Streymoy
4. Vágar
5. Sandoy
6. Suðuroy

Før var sysselmanden blandt andet leder af det lokale politi i hvert af de seks færøske sysler, i nogle sysler er han det stadig, da han både er sysselmand og distrikstleder, som f.eks. Jaspur Vang er for Suðuroy. Efter at 85% af Færøernes befolkning har landfast adgang til hinanden, efter at Vågøtunnelen og Norderøtunnelen åbnede i 2000 og 2005, og efter at der er sket strukturændinger i Danmarks Politi, som Færøernes Politi er en del af, er der foretaget ændringer hos Færøernes Politi. Antallet af sysselmænd er formindsket fra seks til fire. Færøernes Politi er nu opdelt i tre politidistrikter: Norðurøki, Miðøki og Suðurøki. Distrikt Nord er: Nordøerne og Eysturoy. Distrikt Midt er: Streymoy, Vágar og Sandoy samt de mindre øer Mykines, Hestur, Koltur, Nólsoy, Skúvoy og Stóra Dímun. Distrikt Syd er: Suðuroy og Lítla Dímun. Meningen var helt at afskaffe begrebet "Sysselmand", men det var ikke så enkelt, da sysselmændene på Færøerne ikke kun udfører opgaver for politiet, men også for Færøernes Landsstyre, Rigsombudsmanden og Sorenskriveren (dommeren). Alle seks sysler har stadig hver sin politistation, disse ligger i Tórshavn, Miðvágur, Runavík, Klaksvík, Sandur og Tvøroyri.

## Andet om sysler
De jyske sysler mistede deres betydning i løbet af middelalderen, men bevarede dog en vis status som ting, hvor ejendomshandler fandt sted. Ved reformationen i 1536 forsvandt de jyske og sjællandske sysler helt.
Der er nogle, der mener, at der i den vestlige del af Sydslesvig og i Vadehavet har eksisteret et 15. syssel med navnet Amrumsyssel [kilde mangler]. Dette syssel skulle være blevet opløst efter at en stor del af det gik under i en stormflod. De nordfrisiske øer Nordstrand (inkl. Pelvorm), Amrum, Før, Sild tilsammen med de landfaste Ejdersted, Bøking Herred og Viding Herred (ikke at forveksle med Hviding Herred i Nordslesvig) stod allerede 1231 (ifølge Kong Valdemars Jordebog) udenfor sysselinddelingen og benævntes Utlande. Tilsvarende stod områderne mellem Slien og Ejderen (sammesteds benævnt Fredslet) udenfor sysselinddelingen. Ligeledes stod Ærø og Als udenfor landsdelens sysselinddeling.
Før og under 2. verdenskrig fik sysselnavnet en ny, men kortvarig betydning: det danske nazistiske parti brugte betegnelsen i partiadministrationen. Et syssel svarede nogenlunde til et amt, og syslet var igen opdelt i herreder.